# Liste der Monuments historiques in Rançonnières
Die Liste der Monuments historiques in Rançonnières führt die Monuments historiques in der französischen Gemeinde Rançonnières auf.

## Liste der Immobilien
| Bezeichnung     | Beschreibung            | Standort                                     | Kennzeichnung | Schutzstatus | Datum | Bild |
| --------------- | ----------------------- | -------------------------------------------- | ------------- | ------------ | ----- | ---- |
| Monumentalkreuz | aus dem 15. Jahrhundert | Place de la Mairie, hinter der Kirche (Lage) | PA00079196    | Inscrit      | 1927  |      |